# Dusona subnigra
Dusona subnigra là một loài tò vò trong họ Ichneumonidae.